# Кулиев, Бегенчмухаммед Нурягдыевич
Бегенчмухаммед Нурягдыевич Кулиев (туркм. Begençmuhammet Nurýagdyýewiç Kuliýew; 4 апреля 1977) — туркменский футболист. Имеет большой опыт выступлений за национальную сборную Туркменистана.

## Клубная карьера
Карьеру начинал за ашхабадский «Копетдаг». Имеет опыт выступлений в чемпионате Казахстана за «Женис», «Шахтер» и «Восток», в первом дивизионе России за смоленский «Кристалл», в чемпионате Ирана за «Абумослем». За свою карьеру играл за туркменские клубы «Копетдаг», «Дагдан», «Ниса», «Небитчи», и «Ашхабад». 
Лучший футболист страны 2004 года.[1]

## Карьера в сборной
Провел за сборную Туркменистана 36 матчей и забил 10 голов. В 2004 году выступил в основном турнире Кубка Азии 2004. Осенью 2003 года, сборная Туркменистана в предварительных матчах отборочного турнира на чемпионат мира 2006, разгромила в Ашхабаде команду Афганистана со счетом 11:0, Кулиев отметился хет-триком. Последний матч за сборную сыграл 1 августа 2008 года против Афганистана на Кубке вызова 2008 (5:0).

### Голы за национальную сборную
| # | Дата           | Место                 | Соперник          | Счёт | Результат | Соревнование                                             |
| - | -------------- | --------------------- | ----------------- | ---- | --------- | -------------------------------------------------------- |
| 1 | 19 ноября 2003 | Ашхабад, Туркменистан | Афганистан        | 11:0 | Победа    | Чемпионат мира по футболу 2006 (отборочный турнир, Азия) |
| 2 | 19 ноября 2003 | Ашхабад, Туркменистан | Афганистан        | 11:0 | Победа    | Чемпионат мира по футболу 2006 (отборочный турнир, Азия) |
| 3 | 19 ноября 2003 | Ашхабад, Туркменистан | Афганистан        | 11:0 | Победа    | Чемпионат мира по футболу 2006 (отборочный турнир, Азия) |
| 4 | 23 ноября 2003 | Кабул, Афганистан     | Афганистан        | 2:0  | Победа    | Чемпионат мира по футболу 2006 (отборочный турнир, Азия) |
| 5 | 23 ноября 2003 | Кабул, Афганистан     | Афганистан        | 2:0  | Победа    | Чемпионат мира по футболу 2006 (отборочный турнир, Азия) |
| 6 | 31 марта 2004  | Ашхабад, Туркменистан | Индонезия         | 3:1  | Победа    | Чемпионат мира по футболу 2006 (отборочный турнир, Азия) |
| 7 | 18 июля 2004   | Чэнду, Китай          | Саудовская Аравия | 2:2  | Ничья     | Кубок Азии по футболу 2004                               |
| 8 | 22 июля 2004   | Чэнду, Китай          | Ирак              | 2:3  | Проигрыш  | Кубок Азии по футболу 2004                               |